# Camilla Gibb

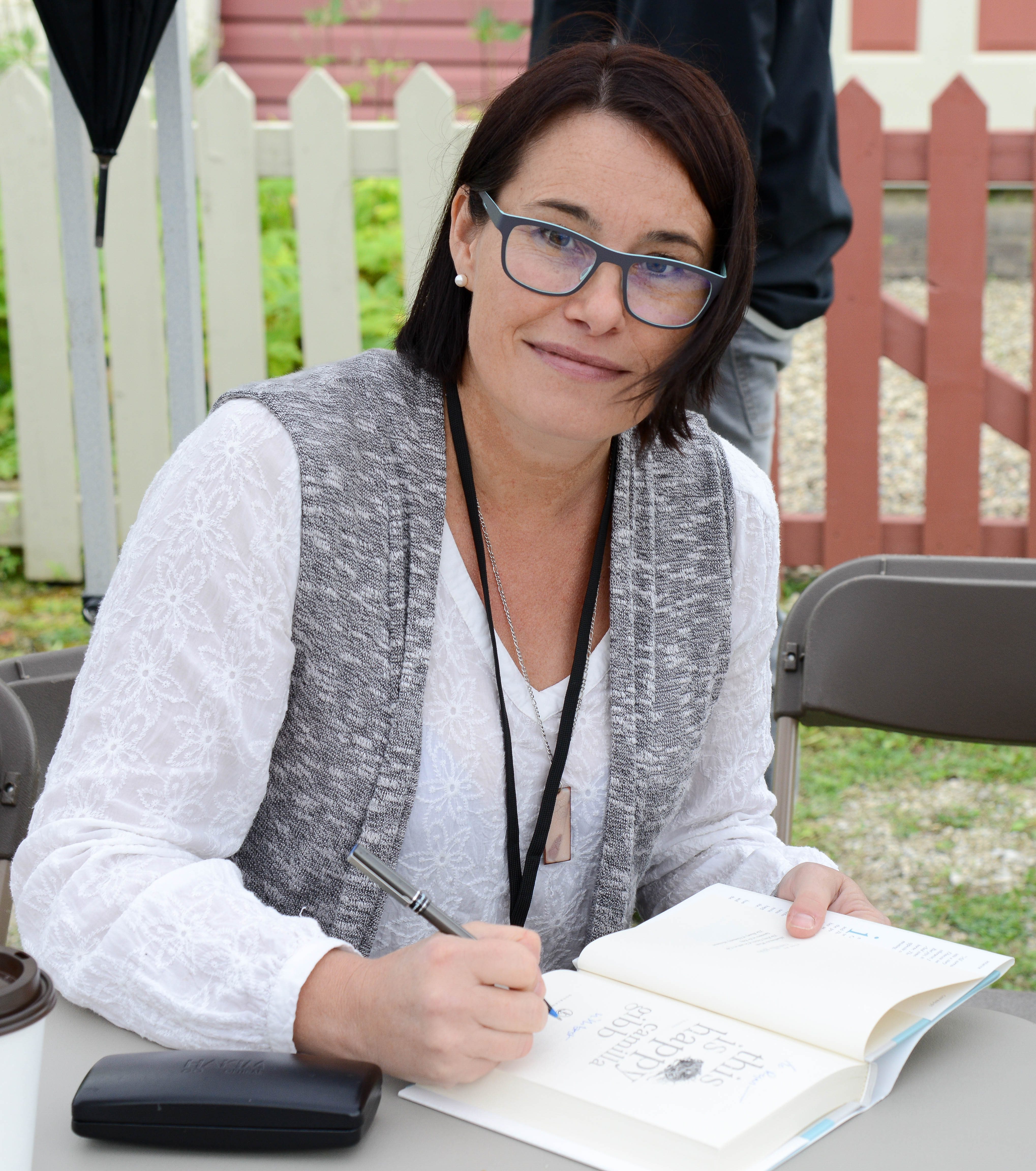
Camilla Gibb, 2015

Camilla Gibb (* 20. Februar 1968 in London, Vereinigtes Königreich) ist eine kanadische Schriftstellerin, die aus England stammt und seit Jahrzehnten in Toronto, Ontario, lebt.

## Leben
Camilla Gibb wurde in London, England, geboren und wuchs in Toronto auf. Dort besuchte sie das North Toronto Collegiate Institute und das Jarvis Collegiate Institute. Im Anschluss studierte sie an der American University in Kairo, bevor sie ihren Bachelor of Arts in Anthropologie und Nahost-Studien an der University of Toronto erhielt und an der University of Oxford in Sozialanthropologie promoviert wurde. Sie verließ das universitäre Umfeld 2000, um sich voll und ganz dem Schreiben zu widmen.
Camilla Gibb fand bereits mit ihrer ersten Novelle 1999 Beachtung: Mouthing the Words (Worüber niemand spricht. 2001). 2000 gewann die Novelle, in der es um verdrängten Inzest geht, den City of Toronto Book Award und 2001 den
CBC Canadian Literary Award für short fiction. Gibbs zweiter Roman The Petty Details of So-and-So’s Life erschien im August 2002. Ihr dritter Roman Sweetness in the Belly (2005) war gegen die Unterdrückung der Äthiopischen Revolution gerichtet und spielt hauptsächlich in der von antiken Mauern umgebenen Stadt von Harar. Das Buch stand auf der Shortlist des Scotiabank Giller Prize 2005, auf der Longlist des International IMPAC Dublin Literary Awards und gewann den Trillium Book Award für das beste Werk in Ontario 2006.
Ihr vierter Roman, The Beauty of Humanity Movement, erschien in Kanada im September, in den Vereinigten Staaten und dem Vereinigten Königreich im Frühjahr 2011.
Ihre Werke wurden bisher in dreizehn Sprachen übersetzt.

## Werk
- Mouthing the Words. 1999.
  -  Worüber niemand spricht. Aus dem Englischen von Monika Schmalz, Berliner Taschenbuch-Verlag, Berlin 2001, ISBN 3-442-76003-8.
- The Petty Details of So-and-So’s Life. 2002
  -  Die Geschichte von Emma und Blue. Aus dem Englischen von Monika Schmalz, Berliner Taschenbuch-Verlag, Berlin 2003, ISBN  3-8333-0056-6.
- Sweetness in the Belly. Doubleday, Canada 2005, ISBN 0-385-66017-0.[2]
- The Beauty of Humanity Movement. 2010.